# Atracis nietneri
Atracis nietneri är en insektsart som först beskrevs av Stsl 1858.  Atracis nietneri ingår i släktet Atracis och familjen Flatidae. Inga underarter finns listade i Catalogue of Life.